# فرودگاه آبی فورت پراویدنس
فرودگاه آبی فورت پراویدنس (به انگلیسی: Fort Providence Water Aerodrome) یک فرودگاه همگانی است . این فرودگاه در کشور کانادا قرار دارد و در ارتفاع ۱۴۴ متری از سطح دریا واقع شده است.